# Menjamel de boqueres
El menjamel de boqueres (Lichenostomus cratitius) és un ocell de la família dels melifàgids (Meliphagidae).

## Hàbitat i distribució
Habita el mallee i formacions semblats al sud d'Austràlia Occidental, sud-est d'Austràlia Meridional, sud-oest de Nova Gal·les del Sud i nord-oest de Victòria.